# 平公 (曹)
平公（へいこう、? - 紀元前524年）は、春秋時代の曹の君主（在位前528年 - 前524年）。姓は姫、名は須。武公の子として生まれた。武公の後をうけて曹国の君主となった。在位4年。悼公、声公、隠公、靖公の父。